# Micrathena brevipes
Micrathena brevipes là một loài nhện trong họ Araneidae.
Loài này thuộc chi Micrathena. Micrathena brevipes được Octavius Pickard-Cambridge miêu tả năm 1890.